# Мерилін Гассетт
Мерилін Гассетт (англ. Marilyn Hassett; нар. 17 грудня 1947, Лос-Анджелес, Каліфорнія, США) — американська теле- та кіноакторка, володарка премії «Золотий глобус» 1976 року в номінації найкращий дебют акторки за роль Джилл Кінмонт у стрічці «Інший бік гори».

## Життєпис
Мерилін Гассетт народилася 17 грудня 1947 року в Лос-Анджелесі, Каліфорнія. Кар'єру розпочинала з виступів у місцевому театрі. Згодом знімалася у телевізійних рекламних роликах.
У 1969 році закінчила Університет штату Каліфорнія. Цього ж року відбувся її кінодебют у стрічці режисера Сідні Поллака Загнаних коней пристрілюють, чи не так?.
Була одружена з американським режисером Ларрі Пірсом та знялась у кількох його фільмах. Згодом подружжя розлучилося.

## Фільмографія
| Рік       |   | Українська назва                        | Оригінальна назва              | Роль                                       |
| --------- | - | --------------------------------------- | ------------------------------ | ------------------------------------------ |
| 2008      | ф |                                         | Bad High                       | Мері Міллер, короткометражна стрічка       |
| 1992      | ф | Думками навиворіт                       | Inside Out                     | Сінді                                      |
| 1992      | ф | Вигнані в Америку                       | Exiled in America              | Беверлі                                    |
| 1991      | ф | Зірка за двадцять доларів               | Twenty Dollar Star             | Лу Енн                                     |
| 1990      | с | Відтінки Лос-Анджелеса                  | Shades of LA                   | Меліса                                     |
| 1988      | ф | Посланник смерті                        | Messenger of Death             | Жозефіна Фабріціо                          |
| 1987      | ф | Терор у кемпінґу                        | Camping del Terrore            | Джоан Найт                                 |
| 1986      | ф | Одинадцята заповідь                     | The Eleventh Commandment       | Еді                                        |
| 1984—1996 | с | Вона написала вбивство                  | Murder, She Wrote              | Барбара Блер / Меґґі Ерл / Патріція Гарлан |
| 1984      | ф | Удар у відповідь                        | Massive Retaliation            | Лоїс Фредерікс                             |
| 1983—1991 | с | Автостопери                             | The Hitchhiker                 | Джилл                                      |
| 1983—1988 | с | Готель                                  | Hotel                          | Джоан Максвелл                             |
| 1983—1985 | с | Це життя                                | This Is the Life               |                                            |
| 1980      | ф | Бродячі ангели                          | Gypsy Angels                   | терапевт, не має у титрах                  |
| 1979      | ф | Під скляним ковпаком                    | The Bell Jar                   | Естер Ґрінвуд                              |
| 1976      | ф | Двохвилинне попередження                | Two-Minute Warning             | Люсі                                       |
| 1976      | ф | Тінь яструба                            | Shadow of the Hawk             | Морін                                      |
| 1975      | ф | Інший бік гори                          | The Other Side of the Mountain | Джилл Кінмонт                              |
| 1975      | с | Сім'я Голвак                            | The Family Holvak              | Каролін Сковелл                            |
| 1974—1978 | с | Людина на шість мільйонів доларів       | The Six Million Dollar Man     | працівниця прокату автомобілів             |
| 1974      | с | Рухаючись                               | Movin' On                      | Мері Кейт                                  |
| 1972—1979 | с | Критичне становище!                     | Emergency!                     | Синтія                                     |
| 1970      | ф | Карантин                                | Quarantined                    | Беверлі Маршалл                            |
| 1969      | ф | Загнаних коней пристрілюють, чи не так? | They Shoot Horses, Don`t They? | танцівниця                                 |